# Dan McCafferty

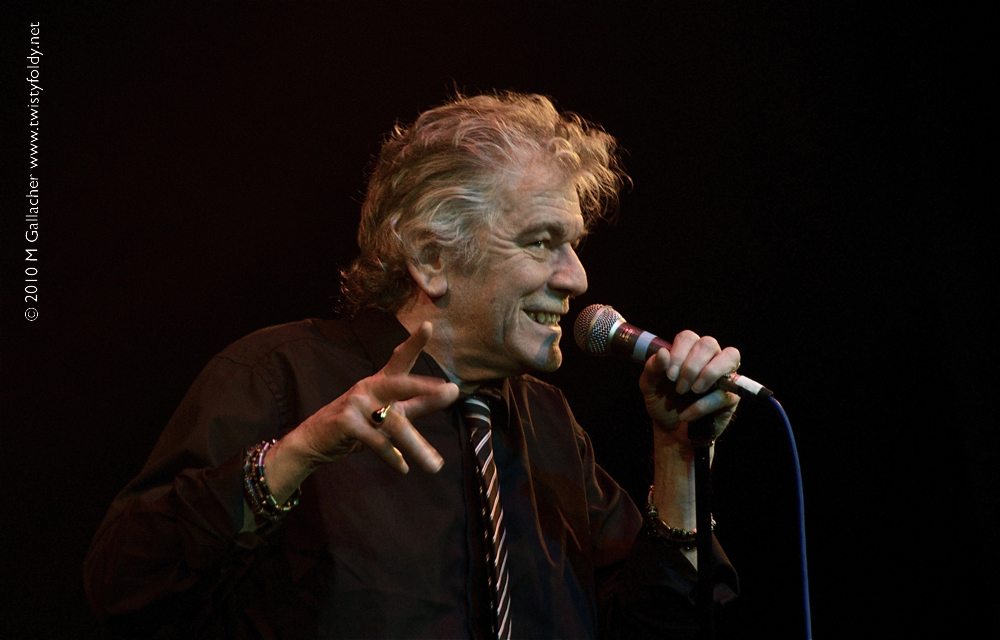
Dan McCafferty (2010)

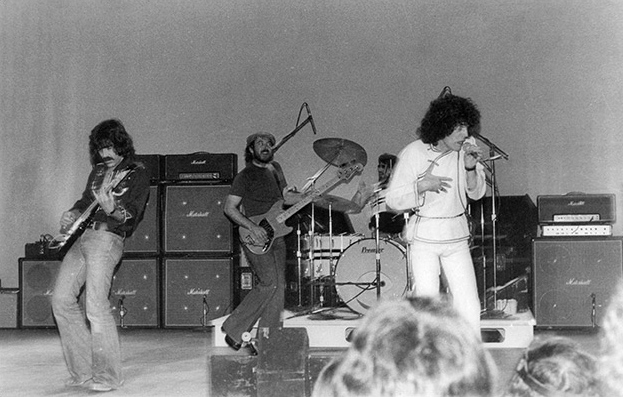
Nazareth (1976)

William Daniel „Dan“ McCafferty (* 14. Oktober 1946 in Dunfermline, Schottland; † 8. November 2022) war ein schottischer Sänger und Gründungsmitglied der Hard-Rock-Band Nazareth.

## Spitzname
Seinen Spitznamen „Dan“ erhielt William („Bill“) McCafferty bereits Mitte der 1960er-Jahre, als er als Ingenieur im benachbarten Inverkeithing arbeitete und nebenbei als Sänger der Cover-Band The Shadettes auftrat. Nachdem er sich die Haare „imagegerecht“ hatte wachsen lassen und daher offensichtlich der damals beliebten Zeitungscomic-Figur „Dan the Bushman“, einem witzigen Jungen mit wallender Haarpracht, glich, nannten ihn seine Kollegen nur noch „Dan“. Seither verwendete er Dan McCafferty als Künstlernamen. Im Familienkreis wurde er allerdings weiterhin mit William oder Bill angesprochen.

## Karriere
Mit seiner rauen, heiseren und bisweilen kreischenden „Reibeisenstimme“, die mit fortschreitendem Alter zunehmend bizarr wurde, seinem eigentümlichen Gesangsstil und seiner charismatischen Bühnenpräsenz sicherte sich McCafferty nicht nur einen festen Platz in der Rock-Historie, sondern wurde er auch zum Vorbild für zahlreiche andere Sänger. Auf die Frage eines Journalisten, was das Geheimnis hinter seiner Stimme sei, erklärte er:

„Nun, ich habe kein Geheimnis, ich mache mir einfach keine Gedanken darüber. Ich glaube, zu viele Sänger sind paranoid, wenn es um ihre Stimmen geht – ‘sie ist zu rauchig’, ‘sie ist zu kalt’ oder was auch immer. Aber ich habe einfach Glück gehabt, denke ich. Ich mache mir einfach keine Gedanken darüber, wenn es morgen geht, dann geht es. Warum sich also Sorgen machen?“

Zu seinen musikalischen Einflüssen zählten eigenen Aussagen zufolge Elvis Presley, Chuck Berry, Little Richard, Buddy Holly und insbesondere Otis Redding, den er sehr verehrte, ferner verschiedene bluesbasierte Bands wie The Beatles, The Who, Rolling Stones oder Led Zeppelin.

### The Shadettes
Sein Debüt als Sänger gab McCafferty im Jahr 1965 unverhofft als Einspringer bei der schottischen Cover-Band The Shadettes seines Schulfreundes Pete Agnew, für die er zum damaligen Zeitpunkt als Roadie unterwegs war. Zum Repertoire gehörten beliebte Blues/Soul und Rock-’n’-Roll-Songs, welche die Band vorwiegend in Pubs und kleineren Clubs spielte. An seinen Einstieg als Sänger erinnert er sich in einem späteren Interview:

„Ich war der Roadie der Band. Als einer ihrer Sänger beschloss, am Tag eines Auftritts zu gehen, beschlossen die Jungs, es mit mir zu versuchen. Sie hatten mich schon im Van singen gehört. Aber ich musste sofort loslegen, ohne zu proben. Der gelbe Anzug von Des [Haldane], dem Typen, der gegangen war, passte mir fast...“

Nach einigen Personalwechseln traten Dan McCafferty (Gesang), Manny Charlton (Gitarre), Pete Agnew (Bass) und Darrell Sweet (Schlagzeug) ab 1968 in der klassischen 4er-Besetzung auf – dem späteren Line-up von Nazareth – und intensivierten fortan ihre Konzerttätigkeit. Es entstanden nun auch eigene Songs, zu denen McCafferty mehrheitlich die Texte beisteuerte.

### Nazareth
Die Namensänderung zu Nazareth erfolgte im Jahr 1970, nachdem die Shadettes in einer Hotelbar zufällig den Song The Weight („I pulled into Nazareth, was feelin’ about half past dead“) von The Band gehört hatten. Als nach einiger Zeit das britische Label Pegasus Records auf die ambitionierte Band aufmerksam wurde, erhielten Nazareth ihren ersten Plattenvertrag. Mit finanzieller Unterstützung des wohlhabenden Unternehmers Bill Fehilly, dem damaligen Manager der Band, wagten McCafferty und seine Bandkollegen schließlich den Sprung ins Profilager. Sie kündigten ihre sicheren Jobs in der Heimat und übersiedelten 1971 in eine kleine Gemeinschaftswohnung nach London. Noch im selben Jahr erschien das vielbeachtete Debütalbum unter eigenem Namen. Der Durchbruch gelang zwei Jahre später mit dem dritten Album Razamanaz (1973), internationale Erfolge erlangte die Gruppe dann mit Hair of the Dog (1975).
Obwohl Nazareth auch heutzutage noch aktiv touren und auch regelmäßig neue Alben veröffentlichen, feierte man die größten Erfolge Mitte der 1970er-Jahre: Ausgedehnte Welttourneen mit Konzerten in ausverkauften Stadien und an renommierten Festivals sowie regelmäßige TV-Auftritte führten die Hard-Rock-Band um den gesamten Globus. McCafferty wirkte auf insgesamt 23 Studioalben sowie diversen Live-Produktionen und Kompilationen mit.
Nach 43 Jahren als Leadsänger von Nazareth gab der inzwischen zum Kultsänger avancierte Schotte am 29. August 2013 bekannt, aus gesundheitlichen Gründen nicht mehr länger touren zu können. Zuvor musste bereits die Großbritannien-Tour infolge einer Brustinfektion des damals 66-Jährigen im März 2013 auf den November verschoben werden. Am 9. Juli 2013 kollabierte McCafferty bei einem Konzert im kanadischen Cranbrook aufgrund eines geplatzten Magengeschwürs nach nur einem halben Song und musste umgehend hospitalisiert werden, was zugleich den Abbruch der Kanada-Tour bedeutete. Das Konzert vom 23. August 2013 am Schweizer SummerDays Festival musste der Frontman mit Atembeschwerden bereits nach drei Songs abbrechen. Ursache war eigenen Angaben zufolge seine chronische Lungenkrankheit COPD, die sich unterdessen verschlimmert habe. Er sagte: „Man weiß nicht, wann es losgeht, aber plötzlich kann man nicht mehr atmen... Wenn du den Job nicht schaffst, solltest du nicht dort sein - Nazareth ist zu groß dafür... In ein Studio zu gehen und zu singen, ist nicht wie ein Gig zu machen. Ich könnte immer noch eine weitere Platte machen, aber aufstehen, um eine Dreiviertelstunde zu singen und die Leute dazu zu bringen, Geld zu bezahlen, um mich zu sehen – das kann ich nicht.“ Über seinen Ausstieg bei Nazareth erzählte er nachträglich: „Ich sagte: Seht mal, Jungs, ich kann das nicht mehr machen, aber es gibt keinen Grund, dass es keine Naz gibt. Die Jungs setzten sich hin, und alle waren verärgert. Wir sind alle eng befreundet... Es war sehr traurig für mich und ich vermisse die Jungs immer noch jeden Tag.“
Für das im Frühjahr 2014 erschienene Album Rock ’n’ Roll Telephone sang McCafferty jedoch noch alle Gesangsspuren ein. Seine Zukunft betreffend äußerte er sich im Juli 2014: „Ich mache im Moment viele Interviews, spreche mit Leuten [...] auf der ganzen Welt. Aber wenn das Album veröffentlicht wird, dann werde ich gehen und... es gibt ein paar Angebote, Aufnahmen und so. Aber ich versuche, überhaupt nicht daran zu denken. Ich packe das ein, mache eine Schleife drum und sage: Good bye Baby (weinende Stimme), ein weiteres deiner Kinder (lacht). Das ist wahr. Und dann werde ich darüber nachdenken, was ich als Nächstes tun werde.“ Mit seinem Einverständnis engagierten Nazareth 2015 zunächst den lokalen schottischen Sänger Linton Osborn, der nach gesundheitlichen Problemen und aufgrund musikalischer Differenzen aber noch im selben Jahr durch den Waliser Carl Sentance ersetzt werden musste.

### Soloalben / Projekte als Gastsänger
Nachfolgend eine Auswahl verschiedener Soloprojekte:
- 1975 nahm McCafferty gemeinsam mit dem Gitarristen Zal Cleminson (Sensational Alex Harvey Band), dem Bassisten Roger Glover (Deep Purple) sowie weiteren Gastmusikern sein erstes Soloalbum Dan McCafferty unter eigenen Namen auf. Die Platte enthält zehn seiner Lieblingssongs verschiedener Bands (u. a. Rolling Stones) und Solokünstler (u. a. Neil Young, Bob Dylan), wurde von Manny Charlton produziert und erschien beim britischen Label Vertigo Records.[9]
- Bei einem von Bob Mitchell und Steve Coe initiierten Musikprojekt mit dem Titel Exiled, der musikalischen Vertonung einer SF-Geschichte, wirkte McCafferty als Gastsänger mit. Sein vokaler Beitrag zum Lied Dreaming wurde 1980 auch als Single ausgekoppelt.[10]
- 1987 erschien das zweite Soloalbum Into the Ring beim amerikanischen Label Mercury Records. Es wurde vom deutschen Schlagzeuger und Songwriter Christoph Busse produziert, enthält sechs gemeinsam mit Pete Agnew und Manny Charlton entstandene Songs sowie eine in englischer Sprache aufgenommene Version der achtteiligen Neuland Suite (Suite: Nowhere-Land) vom deutschen Rocksänger Hans Hartz, welche dieser rund zwei Jahre zuvor für die gleichnamige ARD-Produktion komponiert hatte.[11]
- Auf dem 1988 entstandenen Beatles Tribute Album Norwegian Wood des deutschen Komponisten und Musikproduzenten Rainer „R.A.M.“ Pietsch sang McCafferty das Lied Come Together.[12]
- Auf dem 2007 produzierten und 2011 veröffentlichten Soloalbum von Roger Glover & The Guilty Party namens If Life Was Easy sang McCafferty (gemeinsam mit Pete Agnew als Background-Sänger) den Song The Dream I Had.[13]

Seit seinem Ausstieg bei Nazareth im Jahr 2013 tritt Dan McCafferty noch sporadisch als Gastsänger bei Konzerten, in TV-Shows sowie im Rahmen von Crossover-Projekten wie z. B. Rock meets Classic auf. Ferner entstanden weitere Studioproduktionen.
- Mit der medialen Ankündigung “The legendary voice of Nazareth is back!” erschien 2019 beim deutschen Label earMUSIC schließlich sein drittes und letztes Soloalbum mit dem Titel Last Testament. Die vom tschechischen Akkordeonisten und Komponisten Karel Marik produzierte CD enthält 15 von McCafferty selbst getextete Songs sowie verschiedene Duette und Covers (u. a. mit Pete Agnew).[14]

“I’m calling my album The Last Testament, which of course it might well be. Pete [Agnew] is on cover of Sunshine [von Nazareths 1974er-Album Rampant], but it has some very different ideas because, frankly, the thought of making a son-of-Nazareth album terrified me. I really did not want to make a cheapo version of Nazareth. That would have been appalling. My time in Nazareth is over.”

## Privatleben
Dan McCafferty hatte eigenen Aussagen zufolge nie Gesangsunterricht. Aus seiner langjährigen Ehe mit seiner Frau Maryann, die er am 28. Juni 1969 geheiratet hatte, gingen die beiden Söhne Derek (* 1971) und Colin (* 1980) hervor. Der aus Dunfermline stammende Ingenieur lebte Anfang der 1970er-Jahre gemeinsam mit seinen Bandkollegen in London und um 1980 auch einige Zeit auf der Isle of Man, kehrte dann aber in seine schottische Heimat zurück. Zuletzt wohnte er in Limekilns, einem kleinen Dorf am Nordufer des Firth of Forth (südwestlich von Dunfermline).
Auch zu Erfolgszeiten von Nazareth suchte McCafferty stets die Nähe zu den Fans. Oft war er nach Konzerten sogar am bandeigenen Merchandise-Stand anzutreffen, um mit Crew und Fans After-Show-Partys zu feiern. In Interviews pflegte er einen eher kumpelhaften und bisweilen selbstironischen Stil mit den Journalisten.

McCafferty war zeitlebens Raucher und konsumierte auf Tournee auch regelmäßig Alkohol. Eigenen Aussagen zufolge war der Konsum von Drogen für ihn und seine Bandkollegen allerdings stets tabu und auch Sex mit Groupies gab es zu keiner Zeit. Da sich sein Gesundheitszustand in den letzten Jahren zunehmend verschlechtert hatte, musste er bei Gastauftritten vermehrt auf der Bühne sitzen und wurde insbesondere in Flughäfen wiederholt auch im Rollstuhl gesehen. Auf die Frage, wo er sich möglicherweise gesundheitlich zermürbt haben könnte, antwortete er 2014 in einem Interview:
“Das hat etwas mit meiner vergeudeten Jugend zu tun, könnte ich mir vorstellen. [...] Und auch, na ja, ich habe mit dem Rauchen nicht gerade dazu beigetragen. Aber ich habe schon vor langer Zeit mit dem Rauchen aufgehört. Ich habe damals meinen Teil zu vielen Dingen beigetragen. Aber die andere Sache ist, dass mein Vater an einem Emphysem gestorben ist. Ich habe also von einigen Ärzten, mit denen ich gesprochen habe, die Theorie gehört, dass es auch ein Gen sein könnte. Ich habe nämlich eine Freundin in dem Dorf, in dem ich wohne, die hat auch COPD, und sie hat noch nie etwas in den Mund gesteckt, was man rauchen kann. Wer weiß also schon, weißt du? Man kann nur mit den Karten spielen, die man bekommen hat, junger Mann.”
McCafferty starb im Alter von 76 Jahren an den Folgen seiner langjährigen Lungenkrankheit (COPD).

## Trivia
Nach dem Ausstieg von Ian Gillan bei Deep Purple wurde McCafferty 1973 als dessen Nachfolger erwartet. In einem Interview vom 6. Mai 2010 führte er aus, dass er von Deep Purple aber nie ernsthaft angefragt worden sei. Gerüchten zufolge soll McCafferty nach dem Tod von Bon Scott ebenfalls als Sänger von AC/DC im Gespräch gewesen sein, was allerdings nie offiziell bestätigt wurde.

## Diskografie

### Nazareth
- 1971: Nazareth
- 1972: Exercises
- 1973: Razamanaz
- 1973: Loud ’n’ Proud
- 1974: Rampant
- 1975: Hair of the Dog
- 1976: Close Enough for Rock ’n’ Roll
- 1976: Play ’n’ the Game
- 1977: Expect No Mercy
- 1979: No Mean City
- 1980: Malice in Wonderland
- 1981: The Fool Circle
- 1982: 2XS
- 1983: Sound Elixir
- 1984: The Catch
- 1986: Cinema
- 1989: Snakes ’n’ Ladders
- 1991: No Jive
- 1994: Move Me
- 1998: Boogaloo
- 2008: The Newz
- 2011: Big Dogz
- 2014: Rock ’n’ Roll Telephone

### Solo
- 1975: Dan McCafferty
- 1987: Into the Ring
- 2019: Last Testament